# Stuntman

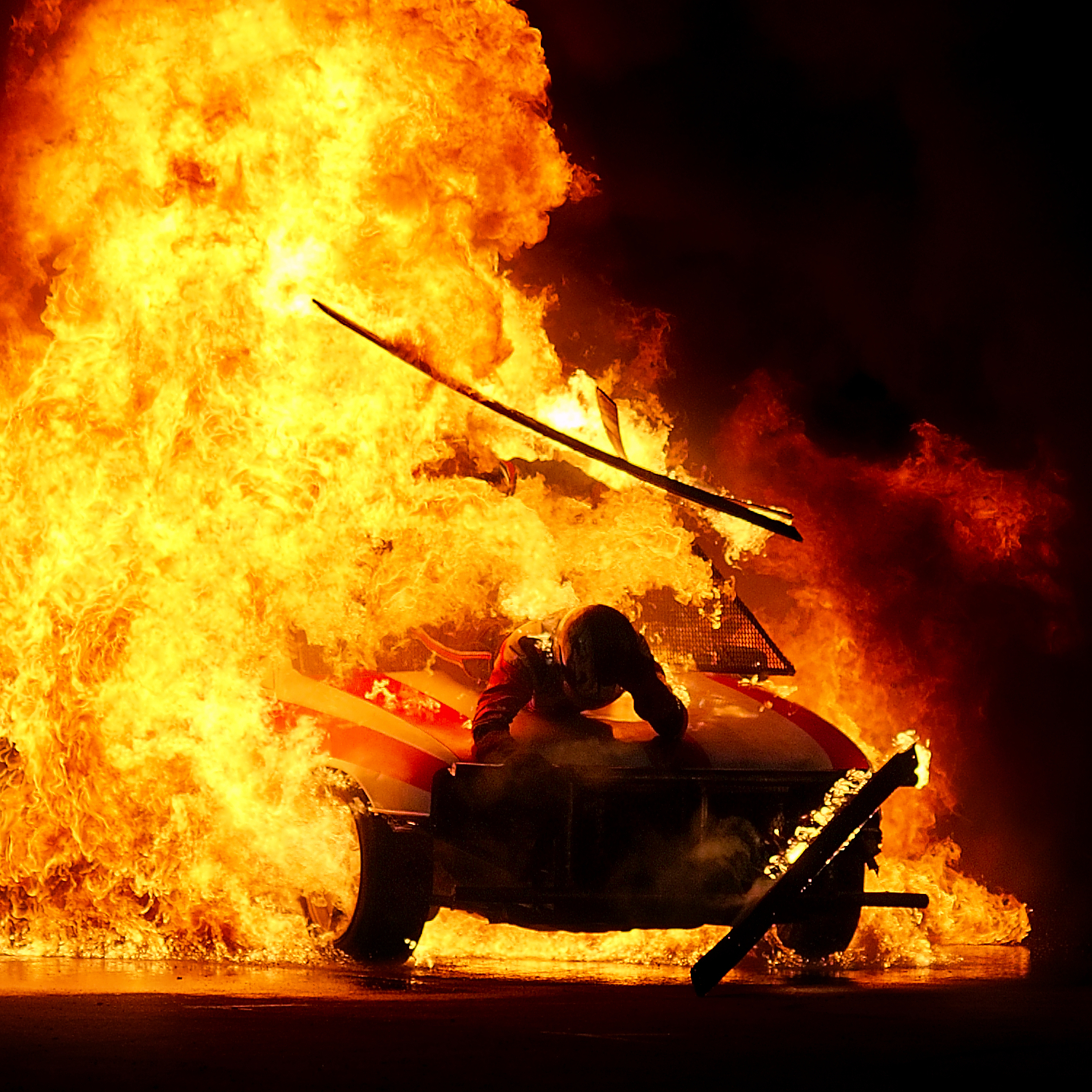
Stuntszene

Ein Stuntman ([ˈstantmən] [ˈstantmɛn], Mehrzahl Stuntmen [ˈstantmən], weiblich Stuntwoman, Mehrzahl Stuntwomen, englisch für Trickvorführer), selten und veraltend auch Sensationsdarsteller oder Kaskadeur (auch Cascadeur), ist eine ausgebildete professionelle Person, die in Filmen oder im Fernsehen gefährliche Szenen (Stunts) ausführt. Wenn sie den Platz eines anderen Schauspielers einnehmen, werden sie als Stunt-Double bezeichnet.
In der Anfangszeit des Films übernahmen einige Schauspieler wie Buster Keaton selbst die Ausführung gefährlicher Szenen. Später wurden hierfür darauf spezialisierte Doubles eingesetzt, die eher unbekannt im Hintergrund agierten. Einige Stuntmen erreichten selbst Prominenz, wie beispielsweise der deutsche „Klettermaxe“ Arnim Dahl, oder begründeten sogar aus ihrer Rolle heraus selbst erfolgreiche Filmkarrieren, wie etwa Jackie Chan.

## Aufgaben eines Stuntman
Zum Aufgabengebiet der Stuntmen gehört das Doubeln von Darstellern in gefährlichen Szenen. Ein Stuntman ist keinesfalls mit einem Pyrotechniker, SFX-Techniker oder Kulissenbauer bzw. Ausstatter zu verwechseln, auch wenn Stuntmen teilweise über Kenntnisse aus diesen Gebieten verfügen. Der wesentliche Teil eines Stunts ist die Planung und Vorbereitung, bei der vermeidbare Risiken möglichst ausgeschlossen werden.
Stuntmen werden in einigen Film-Genres besonders oft benötigt, wie beispielsweise in Western, Thriller, Horror-, Kriegs- oder Actionfilmen.

## Berufsbild
Der Bundesverband deutscher Stuntleute e. V. hat erstmals 2010 Berufsbilder für die Berufsgruppe erarbeitet. Die Berufsbezeichnungen sind nicht geschützt. Sie haben Leitbildcharakter und sollen sowohl intern als auch für Außenstehende als Anhaltspunkt für ein Mindestmaß an Sicherheit und Qualität der Arbeit von Stuntmen dienen.
Das Berufsbild eines Stuntmans beinhaltet eine Reihe verschiedener künstlerischer und technischer Fähigkeiten, die eine homogene Einheit bilden.
Der Tätigkeitsbereich lässt sich in verschiedene Berufsbilder untergliedern. Der Bundesverband deutscher Stuntleute e. V. unterscheidet dabei in:
- Stuntman / Stuntwoman (Stuntperformer)
- Stunt Coordinator
- Assistant Stunt Coordinator
- Fight Choreographer
- Horse Master
- Precision Driver
- Stunt Rigger
- Stunt Rescue Diver
- 2nd Unit Director / Action Unit Director

Die genannten Begriffe bezeichnen eigenständige Tätigkeiten und Stationen einer vorgegebenen Laufbahn. Je nach Anforderung sind einer oder mehrere dieser Fachleute zur Realisierung eines Stunts in der Film-, Fernseh- oder Theaterproduktion erforderlich.

## Bekannte Stunts und Stuntmen
Im Jahr 1903 begann die Nachfrage nach Stunts. Der erste Stuntman in der Filmgeschichte wurde 1908 in dem Stummfilm Der Graf von Monte Christo von Regisseur Francis Boggs eingesetzt. Um den Filmpionier Thomas Alva Edison mit einem spektakulären Ende zu übertrumpfen, bat der Filmproduzent William N. Selig seinen Regisseur, in den Film einen dramatischen Höhepunkt einzufügen. Dieser sollte in der Flucht aus dem Château d’If bestehen. Um dies zu realisieren, wurde ein sehr guter und mutiger Schwimmer benötigt. Dieser war ein sehr guter Akrobat, der als Einziger die Wünsche des Regisseurs erfüllen konnte. Er war bereit, für fünf US-Dollar von einer Klippe ins Meer zu springen.
Yakima Canutt war ein Rodeostar, wodurch er von Filmproduzenten für Actionszenen und Stunts entdeckt wurde. Anfang der 1930er-Jahre liefen alle Ausbildungen zu Action und Stunt sowie die Planung von Actionszenen über Canutt; unter anderem arbeitete er zu dieser Zeit mit John Wayne. Yakima Canutt gilt als der Pionier für die Vielfalt der heutigen Stunts.
Miki Dora, ein bekannter Surfer, wirkte sowohl als Stuntdouble als auch als Darsteller an mehreren Spielfilmen mit und spielte sich selbst in den Surffilmen The Endless Summer und Surfers: The Movie. Terry Forrestal (1948–2000), der als Stuntman und Stunt Coordinator an über 100 Filmen und Fernsehproduktionen mitwirkte, war ebenfalls als Schauspieler tätig. Gastauftritte in zahlreichen Fernsehserien und Filmen hatte auch Mickey Caruso (1937–2004), der nach einer langen Karriere als American-Football-Spieler Stuntman in Hollywood wurde.
Dar Robinson stellte in seiner langen Karriere 21 Stuntweltrekorde auf und erhielt für einen kabelgesicherten Sprung vom 553 Meter hohen CN Tower am 12. August 1980 die Rekordgage von 150.000 US-Dollar. Er steht damit im Guinness-Buch der Rekorde 1988 als höchstbezahlter Stuntman.
Evel Knievel (1938–2007) wurde durch spektakuläre Motorradsprünge und seine Stuntshows weltweit berühmt. Sein Sohn Robbie Knievel ist ebenfalls Stuntman.
Bekannte Stuntfrauen sind beispielsweise die US-Amerikanerin Debbie Lawler oder die Neuseeländerin Zoë Bell.
Dienstältester Stuntman der Welt war bis zu seinem Tod der US-Amerikaner Wally Rose, der noch im Alter von über 80 Jahren Stunts ausführte.
Seit 2001 vergibt die World Stunt Academy jährlich den World Stunt Award oder Taurus, um besondere Leistungen in ihrer Branche zu ehren.

### Deutschland
In Deutschland spielen zur Zeit des Nationalsozialismus vorwiegend „Volksunterhaltung“ und Propagandafilme eine große Rolle, in der Nachkriegszeit der seichte Unterhaltungsfilm, sodass es kaum Bedarf an Stuntmen gab. Als eine der wenigen Ausnahmen gilt der Film „Klettermaxe“, mit dem Arnim Dahl, das Stuntdouble, bekannter wurde als der Hauptdarsteller.
Die Etablierung von Stunts in den deutschen Filmen fand aber erst Anfang der 1980er-Jahre statt, als die Ära der Autorenfilme zu Ende ging. François Doge, spezialisiert auf Autostunts, war einer der Ersten, der von seiner Arbeit leben konnte. Einer der bekanntesten deutschen Stuntmen dürfte Hermann Joha sein, der in seinem Unternehmen action concept zeitweise Stuntleute ausgebildet hat. Beide förderten die Etablierung von Stunts im Deutschen Film maßgeblich durch ihr Schaffen, da sie selbst künstlerische Stuntszenen gestalteten bzw. als Action Regisseure tätig wurden. Deutsche Stuntfrauen waren u. a. Tanja de Wendt, Marie Mouroum und Katja Jerabek.

## Dokumentationen
- Stunts. Regie: Dagmar Langanki, DEFA-Studio für Dokumentarfilme, DDR, 30 Minuten, 1990[2]
- Stunts: Das Leben aufs Spiel setzen? Regie: Volker Schmidt-Sondermann und Pia Schädel, ZDF, Deutschland, 44 Minuten, 2023